# Prasca (famiglia)
Prasca, antica famiglia nobile del Monferrato.

## Storia
Fu un ramo della famiglia Merlani di Alessandria, che per un breve periodo ebbe in feudo la metà di Prasco (anticamente Predasco), assumendo il nome della signoria (de Predasco). Nel 1344 furono estromessi con la forza dal possesso del feudo da Isnardo Malaspina, marchese di Cremolino, che già possedeva l'altra metà di Prasco.
I Prasca fuggirono nella Repubblica di Genova e nel Marchesato di Finale, in seguito due rami tornarono nel Monferrato ed in Piemonte.
Nel 1677 furono ascritti al Patriziato di Genova.
Nel 1758 furono creati conti dal duca di Parma. 
Crearono una ditta commerciale nel settecento a Cadice, armarono navi e svolsero funzioni diplomatiche in Spagna per la Repubblica di Genova. Il Re di Spagna li confermò nel titolo comitale e nel 1765 concesse il cavalierato di Santiago al conte Juan Andrea de Prasca.
Nel 1845 re Carlo Alberto riconobbe l'antica nobiltà della famiglia e nel 1895 fu rinnovato il titolo di conte.

## Esponenti illustri
Tra le figure più significative troviamo:
- Giovanni Prasca (XVIII secolo-?).[1]
- Giacomo Pantaleone Prasca (1729 - 1788), che nel 1766 ricoprì il grado di Alfiere, percorse una brillante carriera che lo portò, col grado di capitano, ad essere nominato cavaliere dell'Ordine dei SS. Maurizio e Lazzaro (1787).[1]
- Benedetto Prasca fu un avventuroso capitano di lungo corso nel secolo XVIII.[3]
- Manfredo Stefano (1817-1884) Prasca fu scrittore e poeta, a lui è dedicata una via di Genova Quarto.[1]
- Michele Atanasio Prasca fu magistrato alla Reale Camera dei Conti di Torino.[4]
- Emilio Battista Prasca, ufficiale della Regia Marina, fu pregiato scrittore di monografie sulla marina da guerra di Casa Savoia.[2]
- Amedeo Prasca fu, alla fine dell'Ottocento, brillante fotografo.

Verso la fine del Settecento, il matrimonio tra Maria Giulia Prasca e Prospero Visconti, signore di Castelspina, diede origine alla famiglia Visconti Prasca.

## Arma
Troncato, con la fascia d'argento sulla troncatura, al 1° d'oro, a tre uccelli di nero, fermi sulla fascia, al 2° d'argento, a tre sbarre d'oro, bordate di nero.

### Altre fonti
- Archivio di Stato di Torino